# Lazare Hoche
Louis Lazare Hoche (Versailles, 24 juni 1768 – Wetzlar, 19 september 1797) was een Frans militair die in de jaren 1790 generaal was in het Franse revolutionaire leger.

## Biografie
Louis Lazar Hoche werd geboren als de zoon van een koninklijke stalknecht en in 1874 meldde hij zich aan bij het Franse leger waar hij ging dienen bij de Franse gardisten. Na de uitbraak van de Franse Revolutie bleef hij de garde trouw en in september 1792 verkreeg hij de promotie tot kapitein. Ondertussen was Frankrijk in oorlog geraakt met Oostenrijk en Pruisen. Hoche wist zich vervolgens te onderscheiden tijdens invasie van de Oostenrijkse Nederlanden.
Hoche liet zich vervolgens gelden als een talentvolle generaal. Na het succesvolle beleg van Landau wist hij de Elzas voor Frankrijk veilig te stellen door de Oostenrijkers terug de Moezel over te drijven. Toch werd hij door het Comité de salut public als een verrader aangemerkt op aanraden van Hoche's collega en rivaal Jean-Charles Pichegru. Hij werd in maart 1794 gearresteerd en kwam in juli van dat jaar weer vrij nadat het Jakobijnse regime was gevallen.
In november 1794 werd Hoche aangesteld over het leger in Brest en kreeg hij de taak om de katholieke opstand in de Vendée neer te slaan. Door een verzoenend beleid te voeren, maakte hij in februari 1795 een einde aan de gevechten. Eind juni 1795 zette de Britse Royal Navy vierduizend emigrés aan land om de royalistische opstandelingen te ondersteunen. Hoche wist hen terug te dringen naar Quiberon waar de definitieve nederlaag voor de royalisten op 21 juli volgde. Omstreeks deze tijd had Hoche ook een affaire met Joséphine de Beauharnais, ondanks dat hij al getrouwd was.
In december 1796 had Hoche het commando over een leger van 14.000 soldaten om Ierland mee binnen te vallen, maar door een storm was een groot deel van de vloot genoodzaakt om terug te keren naar Frankrijk.
Na zijn overwinningen in het westen werd Hoche overgeplaatst naar het oostelijk front. Als commandant van het Leger van de Rijn versloeg hij de Oostenrijkers in de slag bij Neuwied en maakte daarmee een einde aan de oorlog in Duitsland. Begin september hielp een deel van het leger van Hoche de strijdkrachten van Napoleon Bonaparte om de royalisten uit de regering van het Directoire in Parijs te verdrijven. Kort daarna stierf Hoche, waarschijnlijk aan een longontsteking, op zijn militaire hoofdkwartier.

## Nagedachtenis
Vlak bij de ingang van het Kasteel van Versailles is er een plein aan Lazare Hoche gewijd, Place Hoche, met een standbeeld van de Franse generaal. Een tweede standbeeld van Hoche staat in Quiberon en werd in 1902 vervaardigd door Jules Dalou. Ook in het Hôtel des Invalides is er een gedenkteken voor Hoche en een station van de Parijse metro is naar hem vernoemd.
- Bibliothèque nationale de France: cb125346503 (data)
- Gemeinsame Normdatei: 118774611
- International Standard Name Identifier: 0000 0000 2992 9375
- Library of Congress Control Number: n88608665
- Nationale Bibliotheek van Tsjechië: mzk2016930075
- Nationale bibliotheek van Australië: 49116777
- Nationale Bibliotheek van Israël: 987007277993605171
- Nederlandse Thesaurus van Auteursnamen: 124518885
- Réseau des bibliothèques de Suisse occidentale: 02-A022867766
- SNAC: w6qn6n1g
- Système universitaire de documentation: 028713923
- Trove: 1488614
- Union List of Artist Names: 500354290
- Virtual International Authority File: 76427033
- WorldCat: E39PBJqfMPmhtYCrBkTPfmDXh3